# Agnes Jawo
Agnes Jawo ist eine gambische Politikerin.

## Leben
Jawo wurde 1992 von Präsident Dawda Jawara ins gambische Parlament nominiert. Sie gehörte dem Parlament somit als eines von 14 ernannten Mitglieder bis 1994 an, als dieses nach einem Putsch durch Yahya Jammeh aufgelöst wurde.
Über ihr weiteres Leben ist nichts bekannt.